# 向宿 (浜松市)
向宿（むこうじゅく）とは、静岡県浜松市中央区の町名。現行行政地名は向宿一丁目から向宿三丁目。住居表示実施済み。

## 地理
浜松市中央区に位置する。町内は主に住宅地から成るが、町内を走る飯田街道や掛塚街道（国道150号線）、駅南大通り、丸塚バイパスなどの幹線道路沿いは商店が立ち並ぶ。町内北部には東海道新幹線と東海道本線の高架線が東西に貫いている。

## 歴史
- 平成初期（詳細不明）に住居表示が行われ、向宿町から向宿一丁目～三丁目となる。
- 2007年4月1日に浜松市が政令指定都市に移行し、向宿は中区の一部となる。
- 2024年1月1日に浜松市で行政区の再編が行われ、向宿は中央区の一部となる。

## 世帯数と人口
2018年（平成30年）12月1日現在の世帯数と人口は以下の通りである。
| 丁目       | 世帯数  | 人口    |
| ---------- | ------- | ------- |
| 向宿一丁目 | 278世帯 | 538人   |
| 向宿二丁目 | 383世帯 | 821人   |
| 向宿三丁目 | 261世帯 | 600人   |
| 計         | 922世帯 | 1,959人 |

## 小・中学校の学区
市立小・中学校に通う場合、学区は以下の通りとなる。
| 丁目       | 番・番地等 | 小学校             | 中学校             |
| ---------- | ---------- | ------------------ | ------------------ |
| 向宿一丁目 | 全域       | 浜松市立相生小学校 | 浜松市立東部中学校 |
| 向宿二丁目 | 全域       | 浜松市立相生小学校 | 浜松市立東部中学校 |
| 向宿三丁目 | 全域       | 浜松市立相生小学校 | 浜松市立東部中学校 |

## 交通

### バス
- 遠鉄バス
  - 3三島江之島線、6大塚ひとみヶ丘線：（浜松駅 方面 - ）向宿町（ - 南区役所・遠州浜四丁目／西伝寺経由新貝住宅 方面）
  - 90・96掛塚さなる台線：（浜松駅 方面 - ）浜松修学舎入口（ - 掛塚・豊浜郵便局 方面）
  - 91鶴見富塚じゅんかん：（浜松駅 方面 - ）向宿公会堂 - 浜松修学舎（ - 鶴見経由新貝住宅 方面）

## 施設
- NTT西日本浜松向宿ビル
- テイボー本社
- 浜松市立相生小学校
- 昭和幼稚園（2022年3月末をもって閉園）
- 浜松修学舎中学校・高等学校

## その他

### 日本郵便
- 郵便番号 : 430-0851[3]（集配局：浜松郵便局[7]）。

### 警察
町内の警察の管轄区域は以下の通りである。
| 番・番地等 | 警察署       | 交番・駐在所 |
| ---------- | ------------ | ------------ |
| 全域       | 浜松東警察署 | 向宿町交番   |